# The remixes (álbum de Charlie Zaa)
The Remixes es un álbum de Charlie Zaa lanzado en 1999. Entre las mezclas de este trabajo cabe destacar las canciones Pasiones, Deseos y Quimeras.

## Lista de temas
1. «Sentimientos»
2. «Deseos»
3. «Pasiones»
4. «Quimeras»
5. «Deseos»
6. «Pasiones»
7. «Quimeras»

- Datos: Q6145107